# 布洛
布洛（法語：Boulot，法語發音：[bulo] ⓘ）是法国上索恩省的一个市镇，属于沃苏勒区。

## 地理
布洛（47°20'52"N, 5°57'36"E）面积7.08 平方千米，位于法国勃艮第-弗朗什-孔泰大區上索恩省，该省份为法国东部内陆省份，北起顺时针与孚日省、贝尔福地区省、杜省、汝拉省、科多尔省和上马恩省接壤。
与布洛接壤的市镇（或旧市镇、城区）包括：科尔多内、奥尼翁河畔屈塞、比西耶尔、绍拉洛蒂耶尔、埃蒂。

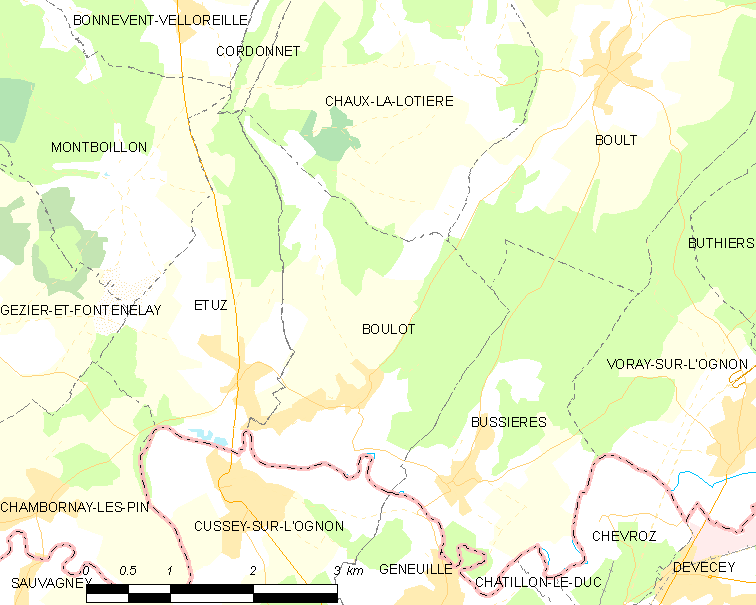
布洛的OSM定位图

布洛的时区为UTC+01:00、UTC+02:00（夏令时）。

## 行政
布洛的邮政编码为70190，INSEE市镇编码为70084。

## 政治
布洛所属的省级选区为里奥县。

## 人口

1962-2008年间布洛人口变化图示

布洛于2022年1月1日时的人口数量为653人。